# X Athena Widgets
X Athena Widgets (Xaw) ist ein freies GUI-Toolkit für Unix, die im Rahmen des Projekts Athena entwickelt wurde.

## Geschichte
Unter Widgets versteht man grafische Komponenten einer Benutzeroberfläche wie Menüs, Buttons oder Dialoge. Bereits der erste Release des X Window System (X11) im September 1987 enthielt Beispiel-Widgets. In der folgenden Version X11R2 wurden diese Widgets im Sinne des Baukastenprinzips in ein separates Toolkit als MIT Athena Widgets ausgelagert. Die X Athena Widgets bauen auf Xlib und dem GUI-Toolkit X-Toolkit auf.
Der Programmierer kann durch die Wahl der Widget-Bibliotheken das Aussehen einer Anwendung steuern. Die X Athena Widgets weisen mit flachen Scrollbars, Buttons, Menüs eine eher schlechte Optik aus. Später wurden sie größtenteils durch modernere Toolkits wie Qt oder GTK+ ersetzt.

## Medienecho
- Oliver Diedrich: Toolkits zur Programmierung des X Window System. In: C’t. Heft 1, 2000, S. 156.
- X-Terminal arbeitet nach dem Client-Server-Prinzip. X-Window-System erleichtert Arbeit der Software-Entwickler. In: Computerwoche. Nr. 29, 19. Juli 1991, S. 156 (Online).